# Song Taekon
Song Tae Kon, né le 8 septembre 1986, est un joueur de go professionnel en Corée du Sud.

## Biographie
Song Tae Kon a commencé l'étude du jeu de go à l'âge de 6 ans, et il est devenu pro à 13 ans. Sa meilleure période a été l'année 2003, où il a successivement gagné le Chunwon, devenant 5e dan, la Coupe KBS devenant 6e dan, et la Coupe BC Card pour devenir finalement 7e dan en fin d'année. 8e dan en 2006, il est l'un des meilleurs jeunes joueurs en Corée du Sud.

## Titres
| Titre             | Années     |
| ----------------- | ---------- |
| Coupe KBS         | 2003       |
| Chunwon           | 2002       |
| Coupe BC Card     | 2003       |
| New Pro Strongest | 2002, 2003 |
| Total             | 5          |